# فابیو روزلی (بازیکن فوتبال)
فابیو روزلی (انگلیسی: Fabio Roselli؛ زادهٔ ۱۲ آوریل ۱۹۸۳) بازیکن فوتبال اهل ایتالیا است.
از باشگاه‌هایی که در آن بازی کرده‌است می‌توان به باشگاه فوتبال رجینا، باشگاه فوتبال کوزنتسا کالچو، باشگاه فوتبال آلساندریا، باشگاه فوتبال فوجا، ماترا کالچو، باشگاه فوتبال اتلتیکو آرتزو، و باشگاه فوتبال اسپال اشاره کرد.